# Maria de Medeiros
Maria de Medeiros Esteves Victorino de Almeida DmSE (Lisboa, 19 de agosto de 1965) é uma atriz, cineasta e cantora portuguesa.

## Família
Filha do maestro António Vitorino de Almeida e de Maria Armanda de Saint-Maurice Ferreira Esteves, jornalista, tem uma irmã mais nova, a também actriz e política Inês de Medeiros. A avó materna, Odette de Saint-Maurice, era escritora juvenil e autora radiofónica.

## Biografia
Passou a infância na Áustria, regressando a Portugal após o 25 de Abril de 1974. Em Lisboa frequentou o Lycée Français Charles Lepierre.

### Atriz
Também em Paris, a atriz iniciou uma nunca terminada licenciatura em Filosofia, na Universidade de Sorbonne, frequentou a École Nationale Superieure des Arts et Techniques du Théatre e o Conservatoire National d'Art de Paris.
Fluente em seis idiomas, está radicada em Barcelona.
Com a encenadora Brigitte Jacques — que a dirigiu em espectáculos como A Morte de Pompeu, de Pierre Corneille ou Elvire Jouvet 40, de Louis Jouvet — iniciou definitivamente a sua carreira como atriz, primeiro no teatro, depois no cinema.
Contudo, a sua estreia no cinema ocorrera era Maria de Medeiros adolescente, quando participou no filme Silvestre, de João César Monteiro (1982). Henry e June (1990), de Philip Kaufman, onde contracena com Fred Ward e Uma Thurman, e Pulp Fiction, de Quentin Tarantino (1994), onde atua ao lado de Thurman, Bruce Willis, John Travolta e Samuel L. Jackson, contribuíram para o seu reconhecimento como a mais internacional das atrizes portuguesas.
Salientem-se ainda as participações em A Divina Comédia, de Manoel de Oliveira (1991), Huevos de Oro, de Bigas Lunas (1993), Três Irmãos, de Teresa Villaverde (1994) (que lhe valeu os prémios de Melhor Atriz no Festival de Veneza e no Festival de Cancun), Adão e Eva, de Joaquim Leitão (1995) (Globo de Ouro como Melhor Atriz), O Xangô de Baker Street, de Miguel Faria Jr. (2001), e Verdades Secretas 2 (2021), primeira telenovela produzida exclusivamente para o streaming, sendo uma produção brasileira original do Globoplay.

### Realizadora
Estreou-se como realizadora com Sévérine C. (1987), lançando em seguida Fragmento II (1988).  Em 2000, lançou Capitães de Abril, um longa-metragem sobre a Revolução dos Cravos, seleccionado para o Festival de Cannes e premiado no Festival de São Paulo. Posteriormente assinou Bem-Vindo a São Paulo (2004), Mathilde au Matin (2004), Je t'aime moi non plus (2004) e o segmento "Aventuras de um Homem Invisível" em Mundo Invisível.

### Condecorações
A 10 de Junho de 1992, foi feita Dama da Ordem Militar de Sant'Iago da Espada.
A 19 de janeiro de 2004, recebeu o grau de Cavaleiro da Ordem das Letras e das Artes de França.

### Galardões
Foi nomeada Artista da UNESCO para a Paz (2008), sendo a primeira portuguesa a assumir este papel.

## Filmografia

### Longas-metragens
- 1982: Silvestre de João César Monteiro: Sílvia / Silvestre
- 1983: A Estrangeira de João Mário Grilo
- 1984: Paris vu par… vingt ans après: (sketch "J'ai faim, J'ai froid") de Chantal Akerman
- 1985: Vertiges de Christine Laurent: Blanche
- 1986: Le Moine et la sorcière de Suzanne Schiffman: Agnès
- 1988: La Lectrice de Michel Deville: A enfermeira silenciosa
- 1989: L'Air de rien de Mary Jimenez: Cecile
- 1990: L'Ourse bleue de Marc Chevrié
- 1990: 1871 de Ken McMullen: Maria
- 1990: Henry & June de Philip Kaufman: Anaïs Nin
- 1991: A Morte do Príncipe: Salome
- 1991: A Idade Maior: Barbara
- 1991: A Divina Comédia (filme): Sónia
- 1991: La Tentation de Vénus / Meeting Venus de Istvan Szabo: Yvonne
- 1991: L'Homme de ma vie de Jean-Charles Tacchella: Aimee
- 1992: Retrato de Família de Luis Galvão Teles: Ofelia
- 1993: Huevos de oro de Bigas Luna: Marta
- 1994: El Detective y la muerte de Gonzalo Suarez: Maria
- 1994: Des feux mal éteints de Serge Moati: Tweedy Bird
- 1994: Três Irmãos (filme) de Teresa Villaverde: Maria
- 1994: Pulp Fiction de Quentin Tarantino: Fabienne
- 1995: The Woman in the Moon
- 1995: Paraíso Perdido: Cristina Pratas
- 1995: Adão e Eva: Catarina Meneses
- 1996: Des nouvelles du bon Dieu de Didier Le Pêcheur: Karenine
- 1996: Tiré à part de Bernard Rapp: Nancy Pickford
- 1997: Tempête dans un verre d'eau: Vita
- 1997: Go for Gold!: Paquita
- 1997: Le Polygraphe: Claude
- 1997: Airbag: Fátima do Espíritu Santo
- 1997: Les Mille merveilles de l'univers: Presidente Blandine Brucker
- 1997: Le Comédien: Antoinette Vervier
- 1998: Guerra e Liberdade - Castro Alves em São Paulo: Eugénia Câmara
- 1998: A Tempestade da Terra: Lena
- 1998: Spanish Fly: Rossy
- 1998: Sudor de los ruiseñores, El: Goyita
- 1999: Babel: Alice
- 1999: Les Infortunes de la beauté: Céline
- 2000: Capitães de Abril: Antónia
- 2000: Deuxième vie: Laurie
- 2001: Honolulu Baby: Margherita
- 2001: L'Homme des foules: Dr. Giordano
- 2001: Porto da Minha Infância: Miss Diabo
- 2001: O Xangô de Baker Street: Sarah Bernhardt
- 2002: Single Again
- 2002: Água e Sal: Vera
- 2002: Stranded: Náufragos: Jenny Johnson
- 2003: Il Resto di niente: Eleonora Fonseca Pimentel
- 2003: My Life Without Me: A cabeleireira
- 2003: Moi César, 10 ans ½, 1m39: Chantal Petit
- 2003: The Saddest Music in the World: Narcissa
- 2004: A Trip to the Orphanage
- 2006: Je m'appelle Elisabeth: Mado
- 2006: Dans les cordes
- 2007: Riparo: Anna
- 2009: O Contador de Histórias: Margherit
- 2009: Il compleanno: Francesca
- 2011: Viagem a Portugal: Maria Itaki
- 2016: Le Fils de Joseph: Violette Tréfouille
- 2016: Seances
- 2016: 100 Metros: Noelia
- 2017: O Matador
- 2017: The Broken Key: Althea

### Curtas-metragens
- 1987: Nina de Bianca Florelli
- 1987: Depois do Teatro  de Manuel Villaverde
- 1990: L'Ourse Bleue de Marc Chévrie
- 1991: Simon courage de Patrick Ardis
- 1991: Alcibíades de Sérgio Tréfaut
- 1992: 'R': Rembrandt de Ken McMullen
- 1995: A comme Acteur de Frédéric Sojcher
- 2002: Oxalá de Patricia Atanazio
- 2003: Confessions de Minuit  de  Pablo Guirado Garcia
- 2004: A Trip to the Orphanage de Guy Maddin
- 2004: A Dama da Lapa de Joana Toste
- 2016: Pacifique de Bertrand Dezoteux

### Televisão
- 1988: Elvire-Jouvet 40 de Benoît Jacquot: Claudia (captation)
- 1989: Les Nuits révolutionnaires (série de TV)
- 1990: L'Inspecteur Lavardin: Diable en ville (Le Diable en ville): Charlotte
- 1994: Jenseits der Brandung (TV): Therese
- 1995: Maria fille de Flandre (TV): Maria
- 1996: La Femme rêvée: Marie-Ange
- 1996: Saint-Exupéry: La dernière mission: Consuelo
- 1996: Attends-moi: Jeanne
- 1996: Sans mentir: Brigitte
- 2001: Marafona (filme) (TV): Maria Viola da Silva
- 2003: Anomalies Passagères: Luna
- 2005: La Belle et le sauvage de Bertrand Arthuys: Alice/Elsa
- 2006: Cuéntame Cómo Passó: Carmen
- 2005-2009: Vénus & Apollon (série TV): Suzy
- 2015: El Hipnotizador (série TV): Justina
- 2017: Psi (série TV): Eugênia
- 2021: Verdades Secretas II (telenovela): Blanche Labelle

## Realização
- 1987: Sévérine C
- 1988: Fragmento II
- 1991: A Morte do Príncipe
- 2000: Capitães de Abril
- 2003: Je t'aime... moi non plus: Artistes et critiques

## Teatro

### Actriz
- 1986: Elvire Jouvet 40 encenação Brigitte Jaques, Théâtre national de Strasbourg, Théâtre de l'Athénée-Louis-Jouvet,
- 1987: Théâtre des Treize Vents, Théâtre de l'Athénée-Louis-Jouvet, turné
- 1988: O Publico de Federico Garcia Lorca, encenação Jorge Lavelli, Théâtre national de la Colline
- 2009: Sextett de Rémi de Vos, encenação Éric Vigner, Théâtre du Rond-Point
- 2013: Aos Nossos Filhos, de Laura Castro, encenação João das Neves, turnê

### Encenação
- 2006: A Little more Blue, musical
- 2007: London London, musical
- 2008: Na Fotografia estamos Felizes, com Danile Blaufuks, Festival Temps des Images Lisboa.
- 2009: Musica et Révolutção, musical, Casa da Música Porto com Sanseverino
- 2010: Tribute to Jim Jarmusch, com The Legendary Tigerman, aka Paulo Furtado, Festival Temps d'images, La Ferme du Buisson.
- 2010: Cabaret Social Songs, com Mauro Gioia, musical, Roma Italia.
- 2011: Que cavalos são aqueles que fazem sombra no mar ? d'Antonio Lobo Antunes, MC93 de Bobigny, Teatro São Luiz Lisboa

## Discografia

### Álbuns de estúdio
- 2007: A Little More Blue
- 2010: Penínsulas & Continentes
- 2013: Pássaros Eternos

### Participações
- A Fabrica dos sons 2005.
- Drama Box de Mísia. 2005.
- Rendez-vous Chez Nino Rota, CD+DVD do italiano Mauro Gioia, com Adriana Calcanhotto, Martirio, Ute Lemper, Catherine Ringer, Susana Rinaldi e Sharleen Spiteri. Maria canta La pappa col pomodoro 2008.
- Femina. The Legendary Tigerman Maria de Medeiros canta These Boots Are Made for Walkin'. 2009.
- Señora (ellas cantan a Serrat). Maria de Medeiros canta Nanas de la Cebolla. 2009.

## Distinções

### Nomeações
- 1990: Prémio Gérard Philipe França
- 1994: Coppa Volpi - Mostra de Veneza. Melhor actiz. Filme Três Irmãos
- 1994: Jaguar de Oro Festival de Cine de Cancún, México. Melhor actiz. Filme Três Irmãos
- 1996: Faro Europa Espagne. Prémio a carreira. Alfaz del Pi.
- 1996: Prémio Génio para a Melhor Actriz num papel de apoio no filme francês Le Polygraphe
- 2000: Grande Prémio Mostra Internacional de Cinema São Paulo (Brasil). Filme Capitães de Abril
- 2000: Prémio do Público Festival CINESSONNE. Filme Capitães de Abrill
- 2000: Prémio do Público Festival De Arcachon. Filme Capitães de Abril
- 2001: Globo de Ouro, Portugal, Melhor Actriz. Filme Capitães de Abril
- 2001: Globo de Ouro. Portugal. Melhor Filme Capitães de Abril
- 2003: Chevalier des Arts et des Lettres França
- 2002: Melhor Actriz Mostra Internazionale del Film di Fantascienza e del Fantastico Roma, filma Stranded de Luna Ibañez (Espagne)
- 2005: Prix Flaiano et Prix Rodolpho Valentino a melhor interprete fémenina por Il Resto di Niente d’ Antonietta de Lillo, en Italie.
- 2008: Artista da UNESCO para a Paz
- 2010: Prémio a carreira Festival Iberico de Badajoz, Espanha.

## Casamento e descendência
É casada com Agustí Camps i Salat, um cenógrafo espanhol catalão com quem tem duas filhas, Júlia (1997) e Leonor (2003).